# 鲁道夫·冯·格耐斯特
海因里希·鲁道夫·赫尔曼·弗里德里希·冯·格耐斯特（德語： 1816年8月13日—1895年7月22日）德国法学家、政治家，德国柏林大学教授。他曾对他的学生，后来的知名社会学家马克斯·韦伯产生很大影响。日本原首相伊藤博文曾前往德国和冯·格耐斯特学习立宪。知名著作有《英国宪法史》（"Englische Verfassungsgeschichte"）。